# Plaça d'Espanya (Madrid)
La plaça d´Espanya és un ampli espai enjardinat de la ciutat de Madrid, al barri d´Arguelles del districte Moncloa-Aravaca. Al seu centre hi ha una font monumental dedicada a Miguel de Cervantes. Fa d'eix continuador unint la Gran Via amb el carrer de la Princesa. Fins poc abans de la construcció de la Gran Via aquesta plaça es denominava «plaça de Sant Marcial». Entre els edificis circumdants destaquen, per la seva altura, la Torre de Madrid i l'edifici Espanya, a més d'un exponent del modernisme madrileny com la Casa Gallardo i l'edifici de la Companyia Asturiana de Minas, seu de la Conselleria de Cultura.